# Lucjan Kaulek
Jean-Lucien Dieuleveut-Kaulek (ur. 28 sierpnia 1879, zm. 15 kwietnia 1941) – francuski inżynier i nauczyciel języka francuskiego mieszkający w Warszawie, który przyczynił się do uznania przez Francję w 1918 rządu niepodległej Polski i nawiązania dyplomatycznych stosunków polsko-francuskich.

## Życiorys
Był synem Jeana-Baptiste'a Kauleka, który przez pewien czas pracował jako archiwista we francuskim Ministerstwie Spraw Zagranicznych. Lucjan Kaulek prawdopodobnie około 1912 roku osiedlił się w Warszawie. Będąc inżynierem, pracował w 1918 roku w Elektrowni Warszawskiej. Pod koniec I wojny światowej był również tłumaczem Biura Prac Społecznych, kierowanego przez Włodzimierza Wakara, które m.in. przygotowywało dokumenty na przyszłą konferencję pokojową, umożliwiające m.in. uznanie Polski na arenie międzynarodowej po zakończeniu wojny. Wspólnie z Wakarem przygotowywał również opracowania dotyczące zbrodni okupantów niemieckich na ludności polskiej w czasie „Wielkiej Wojny”.
Mając wiele kontaktów we francuskim Ministerstwie Spraw Zagranicznych (dzięki relacjom swojego ojca), na prośbę adiutanta Józefa Piłsudskiego, napisał około 17 listopada 1918 roku list do Georges'a Clemenceau, ówczesnego premiera Francji, omawiający konieczność zacieśnienia współpracy między Francją i Polską. W liście tym Kaulek relacjonuje premierowi Francji swoje rozmowy z adiutantem Piłsudskiego, w czasie których ów adiutant apelował do niego o zawiadomienie rządu Francji o krytycznej sytuacji w Polsce. Cytował jego słowa: Niech Pan zawiadomi swój rząd, że znajdujemy się w straszliwej sytuacji, która jutro może okazać się śmiertelną (...) Jeśli Ententa nie znajdzie energicznego sposobu, ażeby okiełznać ten [niemiecki] żywioł, który może doprowadzić jedynie do wybuchu strasznego pożaru sprzyjającego zwyciężonym Niemcom, to czekają nas straszne dni. Jednocześnie dodaje od siebie, że delegat Piłsudskiego był szczery i przynagla premiera Francji, pisząc: obecność agenta rządu francuskiego jest tu konieczna. Józef Kukułka pisze, że Piłsudski, znając dobrze poglądy polityczne Kauleka oraz orientację polityczną Clemenceau, wiedział, jakich argumentów należy użyć, aby przekaz skutecznie dotarł do adresata. Umożliwiło to zorganizowanie misji wysłannika Piłsudskiego, Stanisława Hempla pod koniec listopada 1918 roku do Paryża, Kaulek uczestniczył w tym wyjeździe, nie będąc jednak członkiem delegacji. Dzięki rozległym relacjom Kauleka, Hempel mógł nawiązać kontakty z istotnymi politykami francuskimi.
Na początku 1919 roku był współzałożycielem pierwszego Komitetu Francusko-Polskiego (poprzednika Towarzystwa Przyjaźni Polsko-Francuskiej) organizowanego pod przewodnictwem Heleny Paderewskiej.
Po I wojnie światowej mieszkał w Warszawie przy ul. Nowy Zjazd 3 (zamieszkał w tym mieszkaniu między 1920 a 1926 rokiem i mieszkał w nim do śmierci). Został nauczycielem języka francuskiego. Uczył m.in. Romaina Gary'ego (w tym mieszkaniu), o czym Gary pisał w swojej książce Obietnica poranka (La promesse de l'aube z 1960 roku, wydanie polskie w 1964 roku), jak również uczniów szkół warszawskich, m.in.: Seminarium Duchownego, Liceum im. Jana Zamoyskiego, Gimnazjum im. św. Stanisława Kostki i Gimnazjum im. Jana Kreczmara.
Został pochowany w grobowcu rodzinnym Piskorskich na cmentarzu Powązkowskim w Warszawie (kwatera 18-5-4/5).

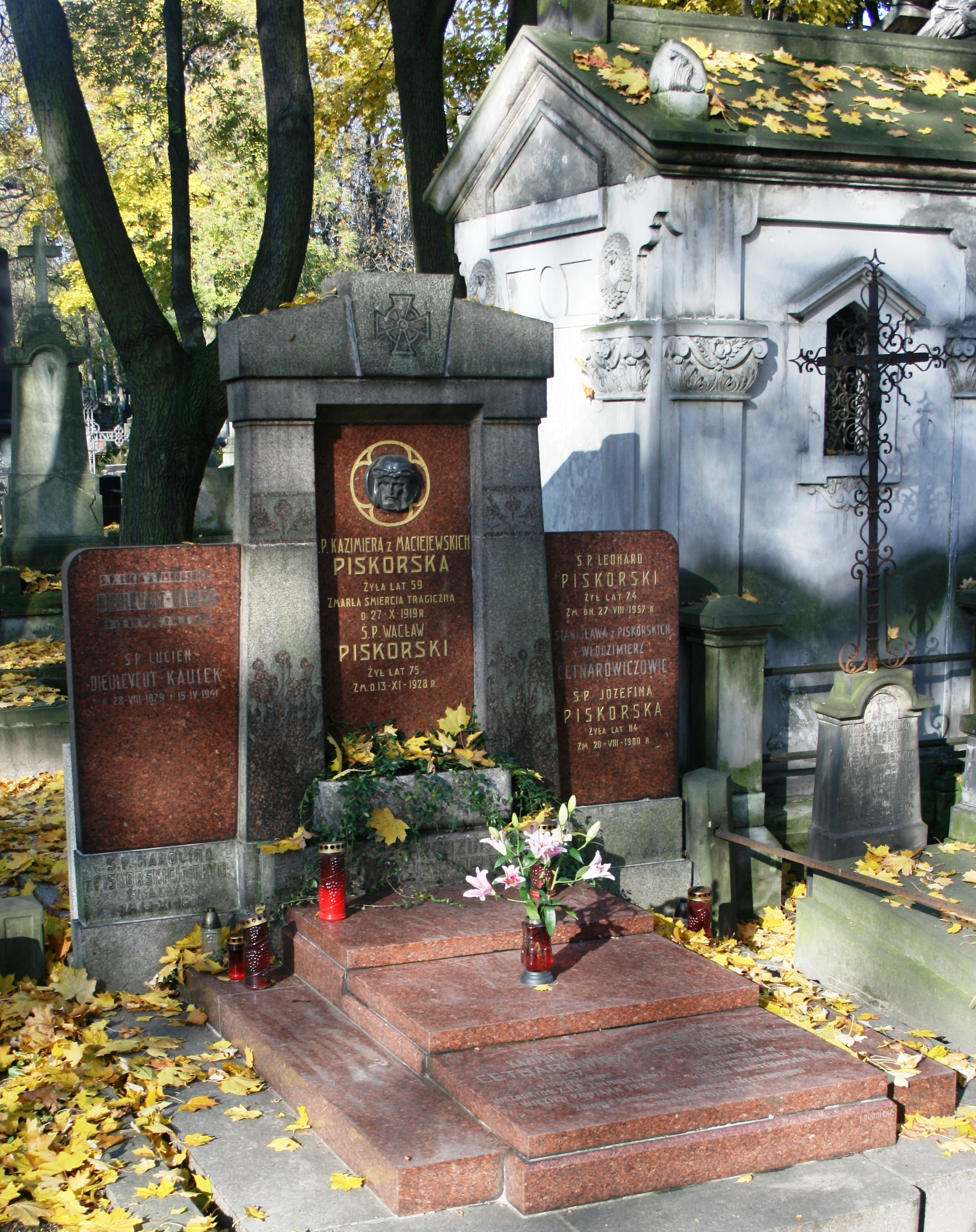
Grobowiec rodzinny Piskorskich, w którym pochowano Lucjana Kauleka i jego żonę Łucję Piskorską, lewa tablica

## Życie prywatne
Około 1915 roku ożenił się z Łucją Piskorską (1886–1935), siostrą Leonarda, Stanisławy i Tomasza. Był ojcem Zuzanny (zamieszkałej później w Polsce, żony Stanisława Araszkiewicza) i René (1923–1995, zamieszkałego później we Francji).
Używał dwuczłonowego nazwiska; człon „Dieuleveut” („Bóg tak chce”) był nazwiskiem panieńskim jego matki i – jak mówiła rodzinna tradycja – zawołaniem jego przodków po kądzieli jeszcze z czasów wypraw krzyżowych.

## Uwagi

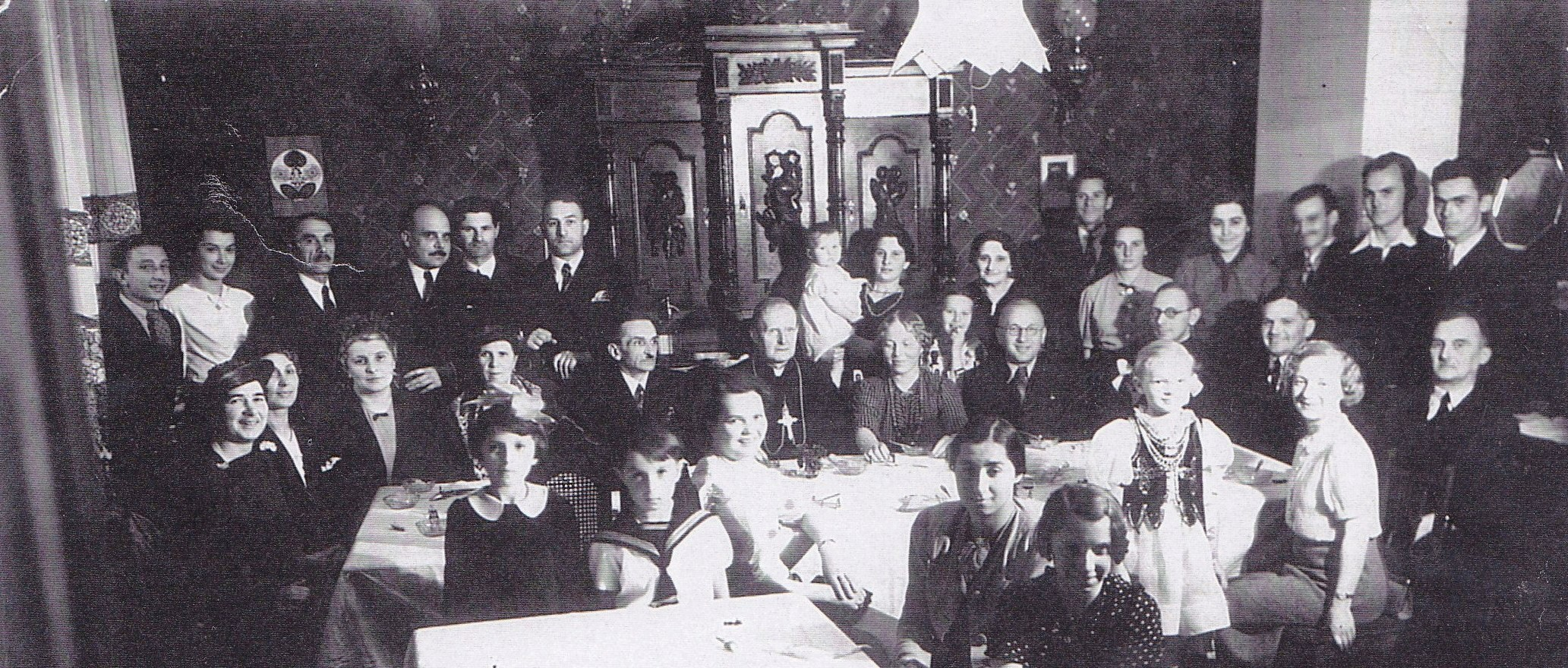
Uroczystość po chrzcie Katarzyny Piskorskiej w 1938 roku. Stoją m.in. Leonard Piskorski (3. od lewej), Przemysław Podgórski (4.), Aleksander Kamiński (5.), Tomasz Piskorski (6.), Katarzyna Piskorska (7., na rękach matki, Marii Piskorskiej, 8.), Anna Piskorska (9., dziecko), Anna Podgórska (10.), Zuzanna Dieuleveut-Kaulek (13.), Witold Podgórski (14.), Kazimierz Cetnarowicz (15., drugi od prawej). W centrum siedzi sufragan warszawski Antoni Szlagowski, na lewo od niego siedzi Jean-Lucien Dieuleveut-Kaulek, najbardziej na lewo siedzi Urszula Niepokojczycka, na prawo od Antoniego Szlagowskiego siedzą Wanda Gentil-Tippenhauer (matka chrzestna), Kazimierz Gorzkowski (ojciec chrzestny) i Jan Mauersberger. Przed Antonim Szlagowskim siedzi bokiem Janina Jurkiewicz.